# Obervogau
Obervogau là một đô thị thuộc huyện Leibnitz trong bang Steiermark, nước Áo. Đô thị Obervogau có diện tích 3,95 km², dân số cuối năm 2005 là 260 người.